# Vasili Súrikov
Vasili Ivánovich Súrikov (en ruso: Василий Иванович Суриков; 24 de enero de 1848, Krasnoyarsk - 19 de marzo de 1916, Moscú, actual Rusia) fue uno de los pintores realistas rusos más famosos. Sus obras más destacadas versan sobre temas históricos relacionados con Rusia.

## Biografía
Súrikov nació el 24 de enero de 1848 en Krasnoyarsk. En 1869, entró a estudiar en la Academia Imperial de las Artes, bajo la supervisión de Pável Chistyakov y donde permaneció tres años. Se trasladó a Moscú en 1877, donde pintó algunos frescos en la Catedral de Cristo Salvador original.
Incapaz de pagar una casa, vivió en apartamentos y hoteles alquilados y visitó Krasnoyarsk siempre que era posible. Contrajo matrimonio en 1878 con Yelizaveta Ávgustovna Share (1858-1888; otras fuentes señalan la grafía Yelizaveta Artúrovna Share), nieta del decembrista Piotr Svistunov. En 1881, se unió al movimiento Peredvízhniki.
En 1888 su esposa murió y regresó a Krasnoyarsk con sus hijas, durante dos años, donde pintó su imagen más alegre, "La captura de la ciudad de la nieve". Esto fue seguido por una visita a su hogar ancestral en Siberia. Allí, en el río Ob, hizo bocetos para una de sus obras más conocidas, "La conquista de Siberia por Yermak Timoféyevich" (un evento en el que participaron algunos de sus antepasados). Por esto, desde 1893 fue miembro de pleno derecho de la Academia de las artes de San Petersburgo. En 1897, visitó Suiza y pintó "Suvórov cruzando los Alpes", que fue comprado por el zar Nicolás II.
En 1907, dejó los Peredvízhniki y se unió a la Unión de Artistas Rusos. Tres años más tarde, visitó España, junto con su yerno, Piotr Konchalovski. Ese mismo año, él y el arquitecto Leonid Chernyshov, abrieron una escuela de arte. Cuatro años después, hizo una estadía prolongada en Krasnoyarsk, pintando paisajes.
Falleció el 19 de marzo de 1916, siendo enterrado junto a su esposa en el cementerio de Vagánkovo, en Moscú.

## Obra

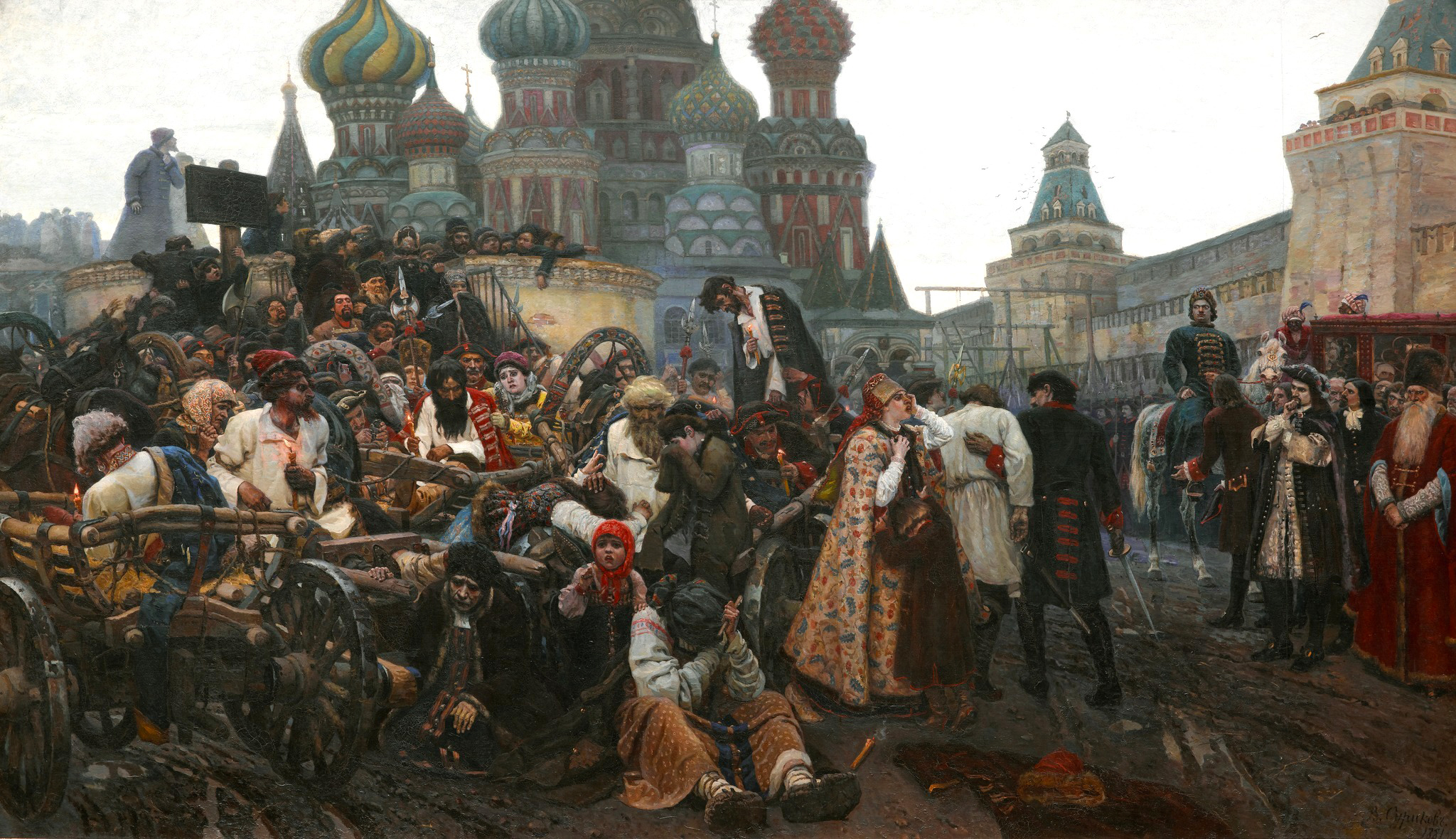
Ejecución de los Streltsí
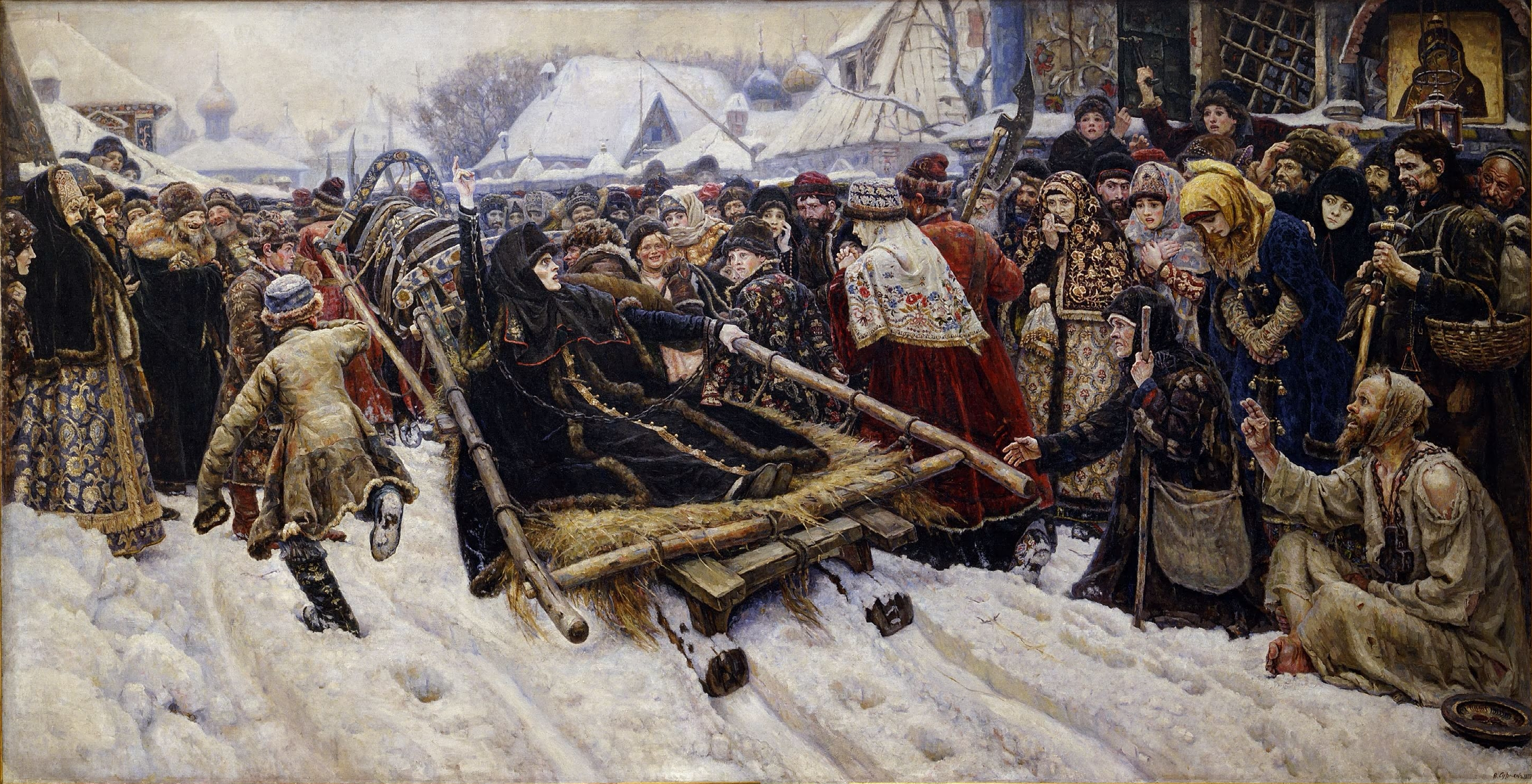
La boyarda Morózova
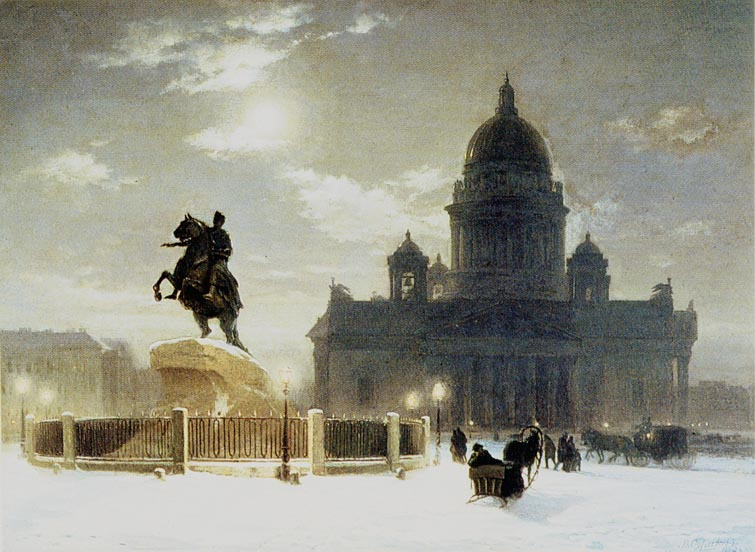
El jinete de bronce
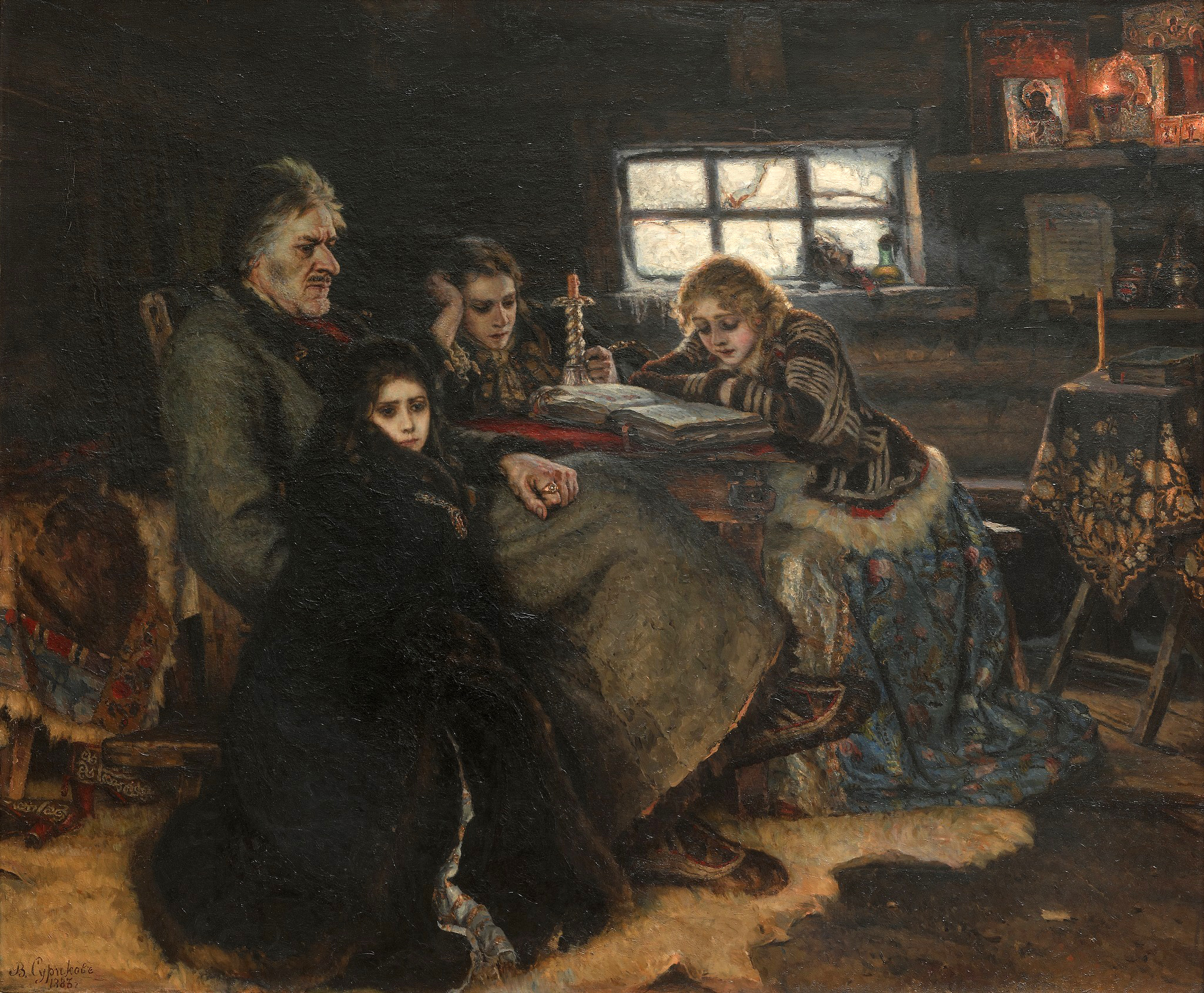
Ménshikov en Beriózovo
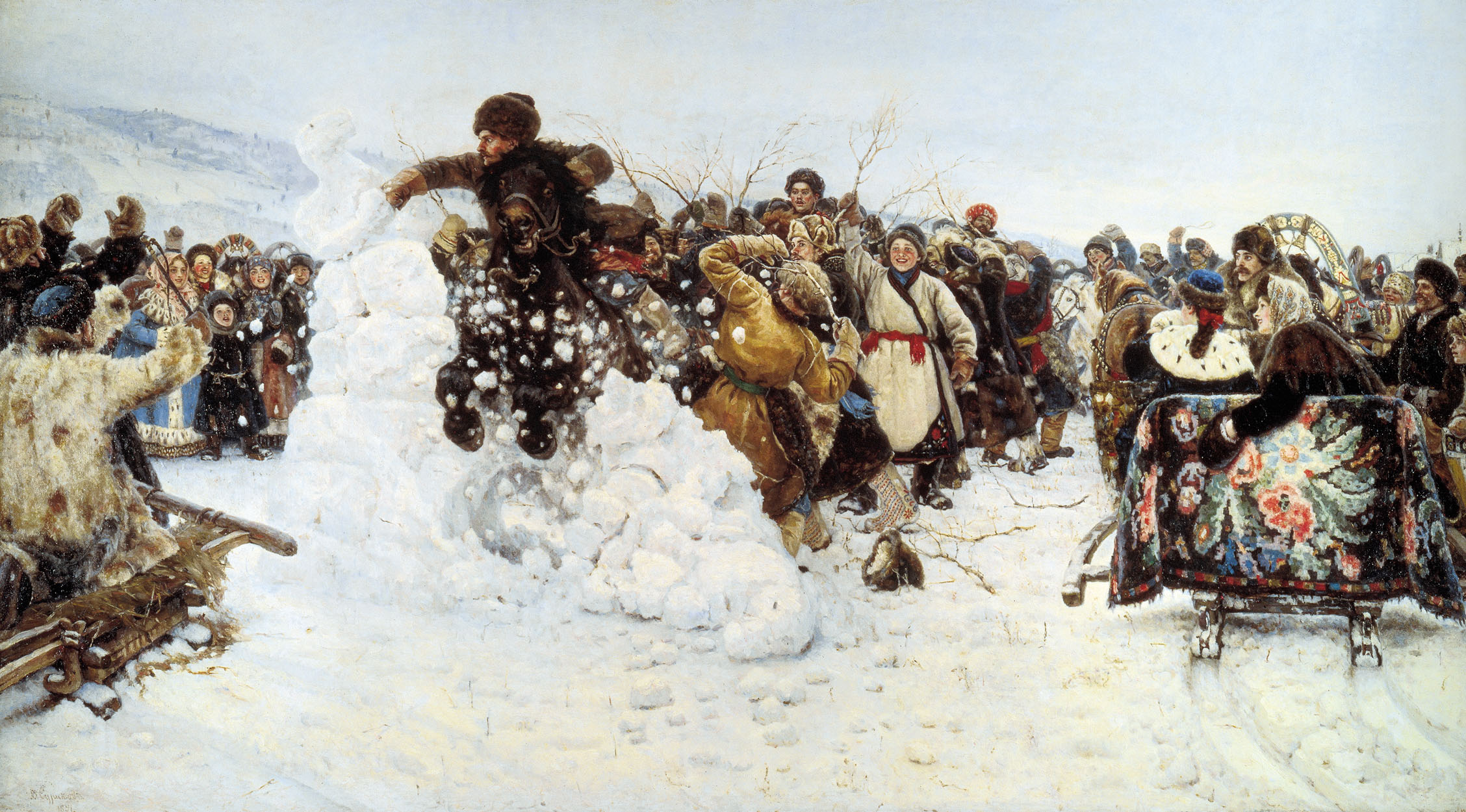
Toma del fuerte de nieve
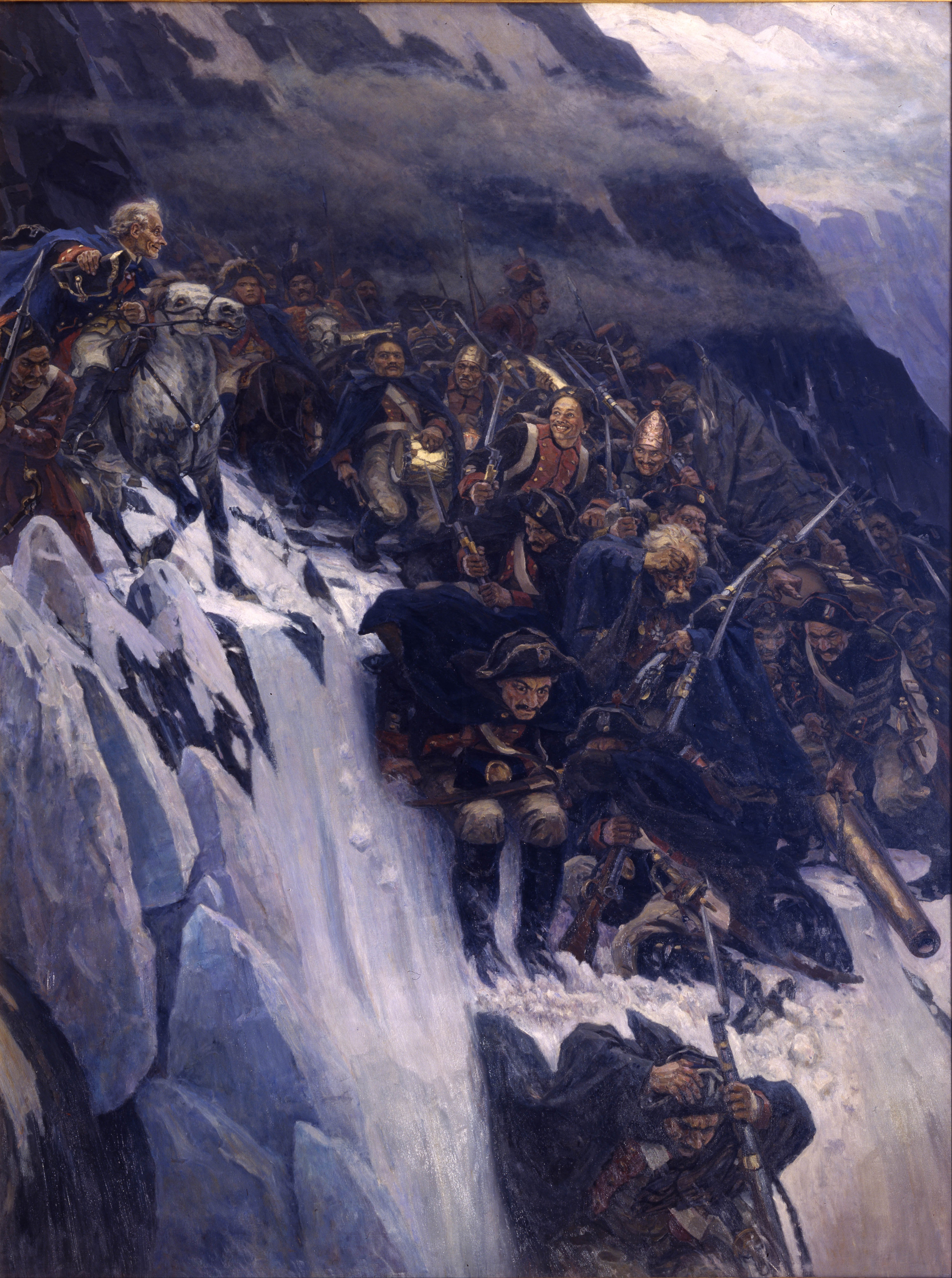
Paso de Suvórov por los Alpes
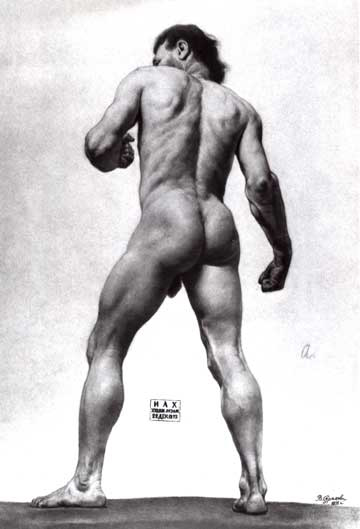
Hombre
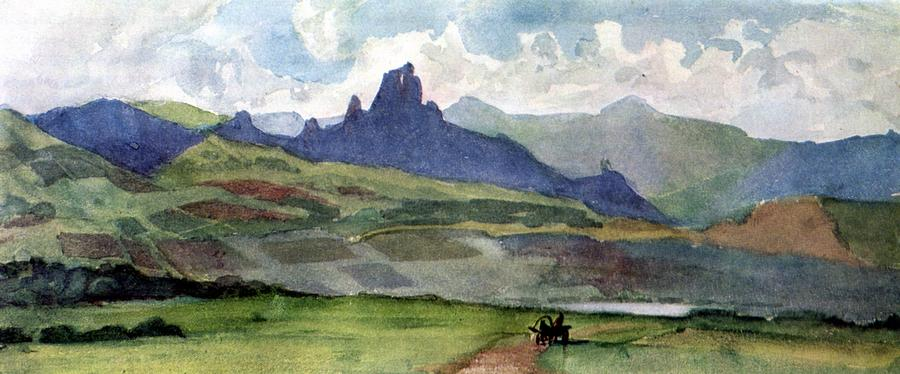
Estepa cerca de Minusinsk
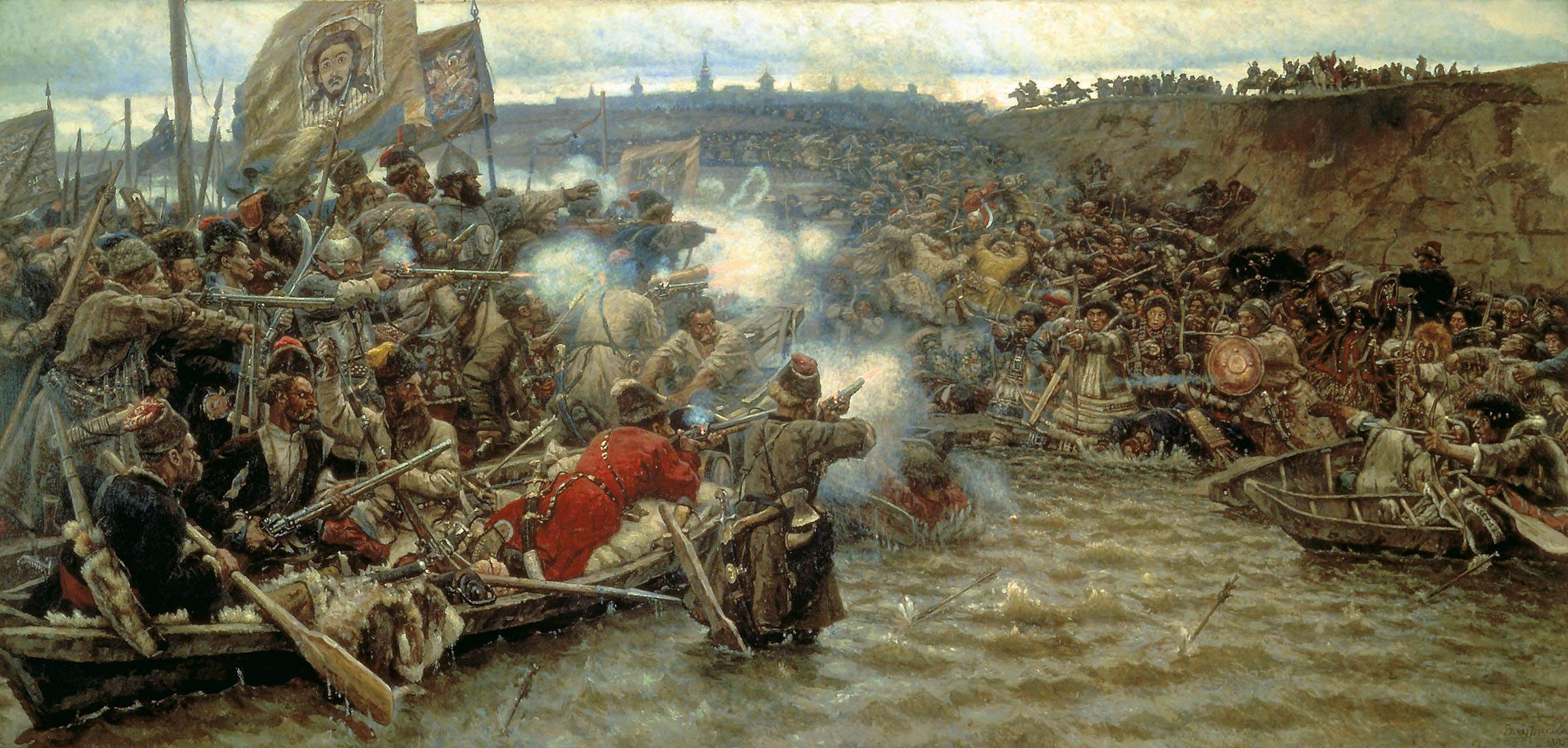
La conquista de Siberia por Yermak